# 陳新雄
陳新雄（1935年2月6日—2012年8月1日），字伯元，臺灣著名語言學研究者，聲韻學家，訓詁學家、詩詞學家。國立臺灣師範大學名譽教授。於美國時間2012年7月31日逝世。
江西贛縣人，十四歲隨國民政府撤退來台，曾就讀建國中學、國立臺灣師範大學國文系，師從潘重規、林尹、牟宗三等，繼承章太炎、黃侃之小學學問，曾任教於中國文化大學中文系教授兼系主任、臺灣師範大學、國立政治大學、東吳大學、淡江大學、華梵大學等校，主講聲韻、訓詁、東坡詩詞等，亦曾應邀至北京清華大學中文系任客座教授，也曾任中國聲韻、訓詁、文字、經學研究會等學會理事長。妻子葉詠琍也是中文學者、兒童文學專家，著有《西洋兒童文學史》等。
陳新雄教授多次參與字書彙編工作，曾感於保存傳統漢字正體字之重要而建議教育部彙編《異體字字典》並親自參與審定。

## 主要著作
- 《聲韻學》，文史哲，2005
- 《訓詁學》，台灣學生書局，1994/2012
- 《聲類新編》，台灣學生書局，1982
- 《文字學》，五南，與曾榮汾合著，2010
- 《廣韻研究》，台灣學生書局，2004
- 《古音研究》，五南，吳燕萍編，1999
- 《新編中原音韻概要》，學海，2001
- 《東坡詩選析》，五南，2000
- 《東坡詞選析》，五南，2000